# Reykjarfjörður á Ströndum
Reykjarfjörður á Ströndum (in lingua islandese: Reykjarfjörður sulle spiagge) è un fiordo situato nella parte orientale della regione dei Vestfirðir, i fiordi occidentali dell'Islanda.

## Descrizione
Il Reykjarfjörður á Ströndum è un piccolo fiordo situato nella contea di Strandasýsla, nella parte orientale dei Vestfirðir. Il fiordo si trova a sud della baia di Trékyllisvík e della penisola di Reykjanes, e a nord del fiordo Veiðileysa. È largo 5,5 km e penetra per 13 km nell'entroterra.
Un tempo qui c'erano tre piccoli villaggi:
- Kúvikur, posto sulla sponda meridionale. Un tempo era il centro commerciale della zona, ma ora è disabitato.
- Djúpavík, si trova a 4 km a ovest. Nella prima metà del XX secolo si praticava in grande stile la pesca delle aringhe. Dopo il cambiamento delle rotte di transito da parte dei pesci, una parte dell'edificio del vecchio stabilimento di lavorazione delle aringhe è stato trasformato in hotel estivo.
- Gjögur, situato nella parte nord-est a Sætrafjall. Qui si praticava la pesca e la lavorazione degli squali. Oggi nell'area c'è un piccolo aeroporto.

Oggi nel fiordo c'è una sola fattoria ancora in funzione, dove si pratica l'allevamento delle pecore. Alcune delle altre case vengono occupate solo durante la stagione estiva, mentre tutte le altre sono abbandonate.

## Denominazione
Il nome Reykjarfjörður (fiordo del fumo) è abbastanza comune in Islanda e si riferisce al fumo, cioè il vapore emesso dalle sorgenti termali, che si condensa subito a contatto con l'atmosfera fredda e dà l'impressione di una zona avvolta dal fumo.
La denominazione "á Ströndum" del fiordo (in lingua islandese letteralmente: sulle spiagge, ma facendo in realtà riferimento alla contea di Strandasýsla, normalmente abbreviata in "Ströndum" o "Strandir", che significa spiagge) è usata per distinguerlo dagli altri fiordi con lo stesso nome di Reykjarfjörður, come Reykjarfjörður nyrðri, situato 40 km a nord nella contea di Norður-Ísafjarðarsýsla; Reykjarfjörður (Arnarfjörður) che si trova nell'Arnarfjörður, sul lato ovest dei fiordi occidentali e Reykjarfjörður (Ísafjarðardjúp) nell'Ísafjarðardjúp. Tutti e quattro sono situati nei Vestfirðir, i fiordi occidentali dell'Islanda.

## Vie di comunicazione
La strada 463 Strandavegur fa il giro di gran parte del Reykjarfjörður. La strada è stata aperta nel 1965, non è asfaltata ed è spesso impraticabile in inverno.